# Достоевская, Любовь Фёдоровна
Любо́вь Фёдоровна Достое́вская (14 (26) сентября 1869, Дрезден — 10 ноября 1926, Италия) — мемуаристка и писательница, вторая дочь Ф. М. Достоевского и А. Г. Достоевской.

## Биография
Ф. М. Достоевский нежно любил свою вторую дочь. Через несколько месяцев после рождения дочери счастливый Фёдор Михайлович писал своей племяннице С. А. Ивановой 14 (26) декабря 1869 года из Дрездена:

«Не могу вам выразить, как я её люблю. <…> Девочка здоровая, весёлая, развитая не по летам (то есть не по месяцам), всё поёт со мной, когда я запою, и всё смеётся; довольно тихий некапризный ребёнок. На меня похожа до смешного, до малейших черт». — 
Впоследствии, когда Люба подросла, она писала отцу записки (всего их сохранилось 11). Сохранилось два ответа писателя на эти записки — от 26 апреля 1874 года из Москвы и от 7 (19) августа 1879 года из Эмса.
Любе шёл 12-й год, когда умер Достоевский. Похороны отца, вероятно, подействовали на характер впечатлительного ребёнка, хотя в большей мере на его становление влияла болезненность Любы. Достоевист Н. Н. Наседкин писал: «Грандиозные похороны Достоевского чрезвычайно сильно подействовали на впечатлительную Любу, помогли ей окончательно осознать, ЧЬЯ она дочь, КТО был её отец. Это не лучшим образом сказалось на её характере. <…> По воспоминаниям многих, она была неуживчива, высокомерна, заносчива».
Любовь Фёдоровна не помогала матери увековечивать славу Достоевского, создавая свой образ как дочери знаменитого писателя, впоследствии вообще разъехалась с Анной Григорьевной. Её попытки писать вылились в сборник рассказов «Больные девушки» (1911), романы «Эмигрантка» (1912), «Адвокатка» (1913), не встретившие признания. Личная жизнь её также не сложилась.
В 1913 году после очередного выезда за границу на лечение она осталась за рубежом навсегда. Там она написала и опубликовала (сначала на немецком, позже и на других европейских языках) главный труд своей жизни «Dostoejewski geschildert von seiner Tochter» (München, 1920). На русском языке он вышел в России под названием «Достоевский в изображении его дочери Л. Достоевской» в сильно сокращённом варианте. Н. Н. Наседкин писал: «Книга дочери Достоевского содержит немало фактических неточностей, ошибок и спорных утверждений, но, вместе с тем, содержит немало интересного и нового для исследователей творчества писателя». Представление этих мемуаров о писателе как «записок очевидца», учитывая возраст Любови Фёдоровны в год смерти отца, следует считать недоразумением. Тем не менее, полулитературные портреты Фёдора Михайловича и лиц из его окружения, вышедшие из-под пера Любови Фёдоровны, активно используются исследователями творчества великого писателя в тех случаях, где нет более надёжных источников.

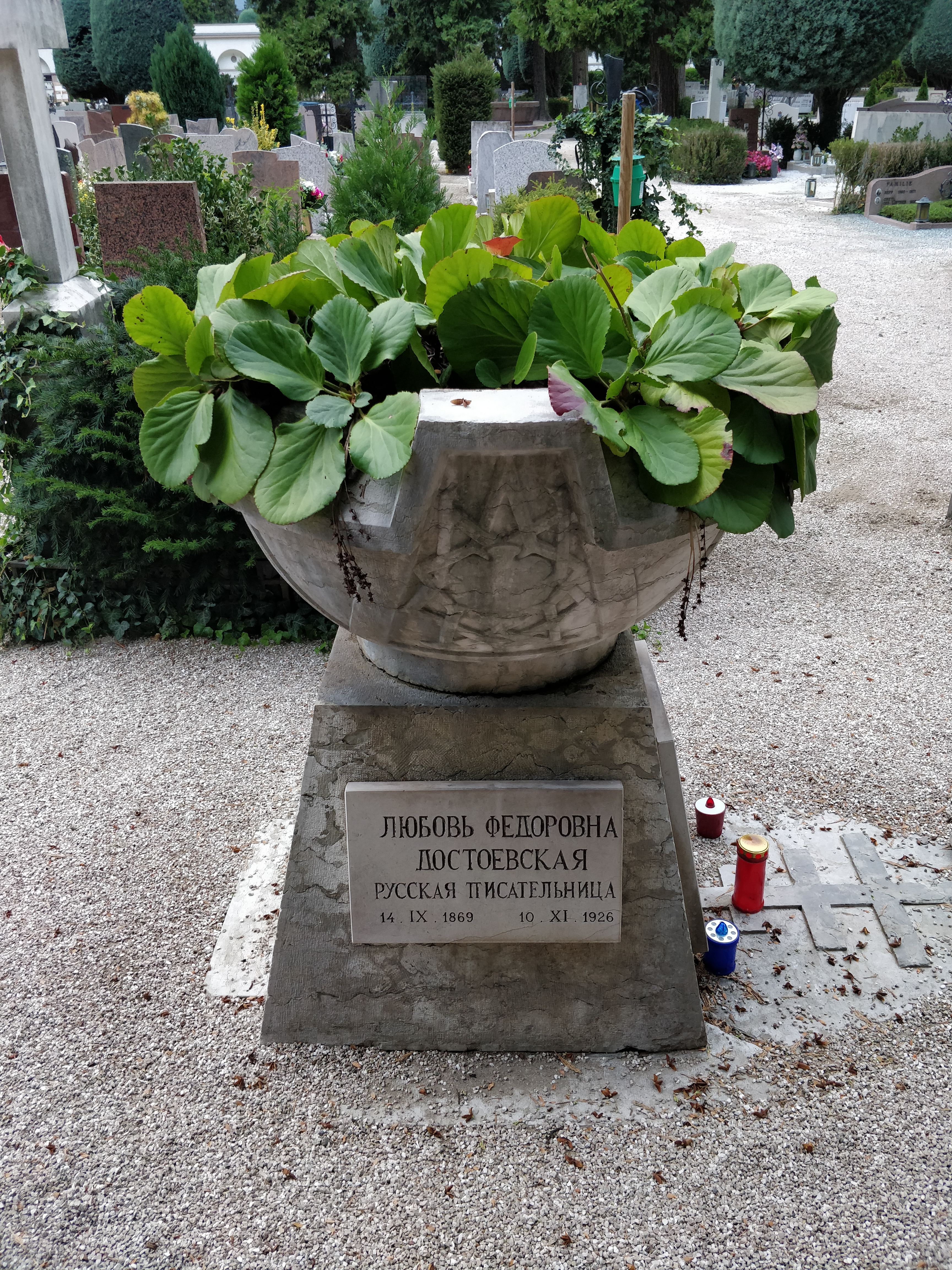

Достоевисты С. В. Белов и В. А. Туниманов отмечали такие основные недостатки мемуаров Л. Ф. Достоевской, как вольное обхождение с фактами в ряде случаев и несомненная тенденциозность.
Написала несколько романов автобиографического характера.
Последние два года Любовь Фёдоровна жила в Италии, где и умерла от белокровия в южнотирольском местечке Гриес, теперь входящем в городскую черту Больцано, 10 ноября 1926 года в частной клинике известного доктора Ф. Рёсслера. В своём последнем письме в Россию она просила племянника Андрея «отслужить панихиду о своей бабушке и дедушке Достоевских».
Похоронена была на местном кладбище Ольтризарко, которое во второй половине 1950-х было упразднено. Прах и надгробие Эме Достоевской (так она называла себя за границей) были перенесены на центральное городское кладбище.

## Сочинения
- В барском пансионе. Из романа «Подросток» Ф. М. Достоевского. Изд. Л. Ф. Достоевской. СПб.: Тип. А. С. Суворина, 1887. 16 с.
- Достоевская Л. Ф. Dostoyewski geschildert von seiner Tochter Aimée Dostoyewski (Erlenbach-Zürich, 1920) (нем.)
- Достоевская Л. Ф. Dostoyewski geschildert von seiner Tochter Aimée Dostoyewski (Ernst Reinhardt Verlag: München, 1920) (нем.)
- Достоевская Л. Ф. Fyodor Dostoyevsky. A study. By Aimée Dostoyevsky (New Haven, 1922) (англ.)
- Достоевская Л. Ф. Dostoyewski geschildert von seiner Tochter Aimée Dostoyewski (Ernst Reinhardt Verlag: München, 1923) (нем.)
- Достоевская Л. Ф. Dostoïewsky Aimée Vie de Dostoïewsky par sa fille / Préf. et intr. d’André Suarès. Paris: Éditions Émile-Paul Frères, 1926. XX, 375 p. (фр.)
- Достоевская Л. Ф. Достоевский в изображении своей дочери / Пер. с нем. Е. С. Кибардиной; вступ. ст., подгот. текста и примеч. С. В. Белова. СПб.: Андреев и сыновья, 1992. 245 с.
- Достоевская Л. Ф. Больные девушки. Современные типы.. СПб.: Т-во Р. Голике и А. Вильборг, 1911. 150 с. [первое издание]
- Достоевская Л. Ф. Больные девушки. Современные типы. Издание второе. — СПб.: Типография П. П. Сойкина, 1911. — 156 с.
- Достоевская Л. Ф. Больные девушки. Современные типы. Издание четвертое. СПб.: Типография П. П. Сойкина, 1913. 156 с.
- Достоевская Л. Ф. Эмигрантка. — 1912. Архивировано 10 августа 2009 года.
- Dostojevskaja L. F. L’emigrante : Tipi moderni :  [итал.] = Эмигрантка : Современные типы : [пер. с рус.] / пер. на ит. М. Маскер, предисл. Н. Т. Ашимбаевой и Б. Марабини Цёггелер, ред. рус. текста и комментарий М. Г. Талалая. — Мерано : Культурное общество Русь, 2019. — 435 с. — ISBN 978-88-944722-0-2.
- Достоевская Л. Ф. Адвокатка. Современные типы.. СПб.: Тип. П. П. Сойкина, 1913. 164 с. [первое издание]
- Достоевская Л. Ф. Достоевский в изображении его дочери Л. Достоевской / Под редакцией и с предисловием А. Г. Горнфельда. — М., Петроград: Государственное издательство, 1922. — 105 с.
- Достоевская Л. Ф. Мой отец Фёдор Достоевский / Вступительная статья, общая редакция, примечания Б. Н. Тихомирова, перевод с французского Н. Д. Шаховской — М.: ООО «Бослен», 2017. — 512 с., ил.
- Достоевская Л. Ф. Мои современницы / под ред. М. Г. Талалая. — СПб.: Алетейя, 2021. — 378 с. — (Италия – Россия). — ISBN 978-5-00165-333-2.